# اچ‌ام‌اس پگاسوس (۱۸۹۷)
اچ‌ام‌اس پگاسوس (۱۸۹۷) (به انگلیسی: HMS Pegasus (1897)) یک کشتی بود که طول آن ۳۰۰ فوت (۹۱٫۴ متر) بود. این کشتی در سال ۱۸۹۷ ساخته شد.